# البرقة (السبرة)

تعديل مصدري - تعديل

البرقة محلة تابعة لقرية عدن محلاق، التابعة لعزلة عينان بمديرية السبرة إحدى مديريات محافظة إب في الجمهورية اليمنية.، بلغ تعداد سكانها 218 حسب تعداد اليمن لعام 2004.